# Jari Mantila
Jari Sakari Mantila (* 14. Juli 1971 in Kotka) ist ein ehemaliger finnischer Nordischer Kombinierer.

## Sportliche Karriere
Mantila startete 1992 erstmals bei einem Weltcup-Wettbewerb. Er belegte bei seinem Debüt in Lahti Platz 12. Im nächsten Wettbewerb in Trondheim konnte er sich mit Platz neun unter den Top Ten platzieren. In der Saison 1993/94 konnte er sich mehrmals unter den Top Ten platzieren und belegte im Gesamtweltcup den neunten Rang. Bei den Nordischen Skiweltmeisterschaften 1995 in Thunder Bay konnte er hinter dem Norweger Fred Børre Lundberg die Silbermedaille erkämpfen.
Im Dezember 1995 konnte Mantila im Val di Fiemme seinen ersten Weltcup-Sieg feiern. In der Saison konnte er noch drei weitere Podiumsplatzierungen erkämpfen und belegte im Gesamtweltcup 1995/96 hinter Knut Tore Apeland und Kenji Ogiwara den dritten Platz. Diese Leistung konnte er ein Jahr später verbessern. Mit einem Weltcup-Sieg und mehreren Podiumsplatzierungen belegte er im Gesamtweltcup 1996/97 den zweiten Platz hinter seinem Landsmann Samppa Lajunen. Bei den Nordischen Skiweltmeisterschaften 1997 im norwegischen Trondheim konnte er mit dem finnischen Team die Silbermedaille hinter Norwegen erkämpfen. Dieses Ergebnis konnte das finnische Team auch bei den Olympischen Winterspielen 1998 im japanischen Nagano wiederholen. Im Gesamtweltcup 1997/98 belegte Mantila den fünften Rang.
1999 konnte sich Mantila nur selten unter den ersten Zehn im Weltcup platzieren. Bei den Nordischen Skiweltmeisterschaften 1999 belegte er im Sprint den 14. Platz und im Einzelwettbewerb den elften Platz. Mit dem finnischen Team konnte er den Weltmeistertitel erkämpfen. Seine letzte Podiumsplatzierung in einem Weltcup-Rennen erkämpfte Mantila 2000 beim Sprintwettbewerb in Oberwiesenthal. Dort belegte er hinter Samppa Lajunen und Bjarte Engen Vik den dritten Platz. Im Gesamtweltcup 1999/00 konnte noch einen zehnten Rang belegen.
Im Sommer 2000 konnte er beim Grand Prix in Oberhof / Steinbach-Hallenberg den zweiten Platz und in Klingenthal den dritten Platz belegen. In der Gesamt-Grand Prix-Wertung belegte er den vierten Platz. In der darauf folgenden Winter-Saison 2001 konnte er die Leistungen der letzten Jahre nicht mehr wiederholen und sich nicht unter den besten Zehn in Weltcup-Wettbewerben platzieren. Bei den Nordischen Skiweltmeisterschaften 2001 in Ramsau am Dachstein gewann er mit dem finnischen Team die Bronzemedaille.
In seiner letzten aktiven Saison 2002 konnte sich Mantila nur selten unter den besten Zwanzig im Weltcup platzieren, wurde aber trotzdem für die Olympischen Winterspiele in Salt Lake City nominiert. Zusammen mit Samppa Lajunen, Hannu Manninen und Jaakko Tallus gewann er die Goldmedaille im Mannschaftswettbewerb vor dem deutschen Team. Im März 2002 bestritt Jari Mantila in Oslo seinen letzten Weltcup-Wettbewerb.

## Nach der Sportkarriere
Nach seiner aktiven Zeit als Sportler arbeitete Jari Mantila als Servicemann beim finnischen Skisprung-Weltcupteam. Bei den Nordischen Skiweltmeisterschaften 2005 in Oberstdorf wurde er wegen Trunkenheit am Steuer verhaftet und verlor seinen Job beim finnischen Skiverband. Ende 2005 wurde Mantila von Wolfgang Steiert als Cheftechniker für die russische Skisprungmannschaft verpflichtet.
Im April 2004 gründete Mantila zusammen mit seinen Freund Janne Ahonen die Firma Radius AY, die Schneemobil- und Motorradzubehör vertreibt.

## Erfolge

### Weltcupsiege im Einzel
| Nr. | Datum             | Ort           | Disziplin             |
| --- | ----------------- | ------------- | --------------------- |
| 1.  | 19. Dezember 1995 | Val di Fiemme | Gundersen Großschanze |
| 2.  | 22. November 1996 | Rovaniemi     | Gundersen Großschanze |

### Finnische Meisterschaften
- 1 × Finnischer Meister im Einzel (1994)
- 4 × Finnischer Meister mit dem Team (1990, 1992, 1993, 2000)

## Statistik

### Platzierungen bei Olympischen Winterspielen
| Jahr und Ort        | Wettbewerb   | Wettbewerb | Wettbewerb |
| Jahr und Ort        | Gundersen NH | Sprint LH  | Team       |
| ------------------- | ------------ | ---------- | ---------- |
| 1992 Albertville    | DNF          | –          | 07.        |
| 1994 Lillehammer    | 14.          | –          | 08.        |
| 1998 Nagano         | 27.          | –          | 02.        |
| 2002 Salt Lake City | –            | –          | 01.        |

### Platzierungen bei Weltmeisterschaften
| Jahr und Ort     | Wettbewerb   | Wettbewerb | Wettbewerb |
| Jahr und Ort     | Gundersen NH | Sprint     | Team       |
| ---------------- | ------------ | ---------- | ---------- |
| 1993 Falun       | 24.          | –          | 08.        |
| 1995 Thunder Bay | 02.          | –          | 09.        |
| 1997 Trondheim   | 14.          | –          | 02.        |
| 1999 Ramsau      | 11.          | 14.        | 01.        |
| 2001 Lahti       | 15.          | –          | 03.        |

### Weltcup-Gesamtplatzierungen
| Saison  | Platz | Punkte |
| ------- | ----- | ------ |
| 1991/92 | 24.   | 0013   |
| 1992/93 | 19.   | 0014   |
| 1993/94 | 09.   | 0437   |
| 1994/95 | 25.   | 0223   |
| 1995/96 | 03.   | 1147   |
| 1996/97 | 02.   | 0940   |
| 1997/98 | 23.   | 0427   |
| 1998/99 | 18.   | 0528   |
| 1999/00 | 10.   | 0880   |
| 2000/01 | 38.   | 0227   |
| 2001/02 | 41.   | 0287   |